# Apomys littoralis
Apomys littoralis  (Sanborn, 1952) è un roditore della famiglia dei Muridi endemico dell'isola di Mindanao, nelle Filippine.

## Descrizione

### Dimensioni
Roditore di piccole dimensioni, con la lunghezza della testa e del corpo di 100 mm, la lunghezza della coda di 122 mm, la lunghezza del piede di 26 mm, la lunghezza delle orecchie di 16 mm.

### Aspetto
Le parti superiori sono marroni scure, i fianchi sono più chiari, mentre le parti inferiori sono bianche. Le zampe bruno chiare. Le vibrisse sono lunghe, sia nere che bianche. La coda è più lunga della testa e del corpo ed è uniformemente scura. Il cariotipo è 2n=44 FN=88.

## Biologia

### Comportamento
È una specie probabilmente semi-arboricola.

## Distribuzione e habitat
Questa specie è conosciuta soltanto da un esemplare catturato nella provincia di Maguindanao, nella parte centro-occidentale dell'isola di Mindanao, nelle Filippine.
Vive probabilmente nelle piantagioni di noci da cocco lungo le coste dell'isola.

## Conservazione
La IUCN Red List, considerata l'incertezza riguardo allo stato tassonomico e all'assenza di informazioni recenti e dei requisiti ecologici, classifica A.littoralis come specie con dati insufficienti (DD).